# Akiko Yada
Akiko Yada, född 23 december 1978 i Kawasaki, Japan, är en japansk skådespelare. Hon har vunnit utmärkelsen "Bästa kvinnliga biroll" vid Nikkan Sports Drama Grand Prix för Boku no Ikiru Michi.

## Filmografi i urval
- Aishiteiru to itte kure (TV-serie, 1995)
- Ring: The Final Chapter (TV-serie, 1999)
- Rasen (TV-serie, 1999)
- Pyrokinesis (2000)
- Tales of the Unusual (2000)
- Friends (TV-serie, 2002)
- Boku no Ikiru Michi (TV-serie, 2003)
- Hotman (TV-serie, 2003)
- Shiroi Kyotō (TV-serie, 2003–2004)
- Yume de Aimashou (TV-serie, 2005)
- Top Caster (TV-serie, 2006)